# التهاب القولون الكيميائي
التهاب القولون الكيميائي (بالإنجليزية: Chemical Colitis)‏ هو التهاب يُصيب بطانة القولون وقد يؤدي إلى تلف بطانة القولون وجداره. السبب المؤدي لحدوث تلك الالتهابات هو دخول بعض المواد الكيميائية التي تتسبب في هذا الالتهاب. مثل بيروكسيد الهيدروجين، حمض البيراسيتيك، مادة جلوترالدهيد، إرغوتامين، بيرمنغنات البوتاسيوم، مادة الميثانال، وكذلك المواد المشعة أو المواد المظللة.

## أعراض التهاب القولون الكيميائي
- ألم مُبرح أسفل البطن.
- الشعور بالانتفاخ وكثرة غازات البطن.
- الإسهال المتكرر وعادة يكون مصحوب بدم.
- فقدان الشهية.
- نقصان الوزن.
- الشعور بالتعب والإرهاق باستمرار.

## علاج التهاب القولون الكيميائي
- يجب أولًا التوقف عن التعرض عن أي من المواد الكيميائية التي تسببت في حدوث هذا الالتهاب على الفور؛ فإن كُنت تحصل على أحد هذه المواد الكيميائية مُستخدمًا الحقن الشرجية فيجب إيقافها على الفور.
- مضادات الالتهابات واسعة المدى والمضادات الحيوية واسعة المدى.
- تجنب تناول الأطعمة الدسمة كذلك المقليات مع التزام الراحة التامة.